# Jasper Bolland
Jasper Bolland (* 13. Mai 1986 in Houten) ist ein niederländischer Fußballspieler.

## Karriere
Bolland begann seine Karriere beim SV Houten und wechselte im Sommer 2001 zum FC Utrecht. Mit 20 Jahren gab er am 9. Dezember 2006 sein Debüt in der ersten Mannschaft gegen NEC Nijmegen. Nach der Saison 2007/2008 verließ Bolland Utrecht und schloss sich den IJsselmeervogels an. In der Saison 2010/11 kam er nur zu wenigen Einsätzen; er spielte in den Plänen von Trainer Jan Zoutman keine Rolle mehr. Daher unterschrieb er am 20. April 2011 einen Vertrag bei Gelders Veenendaalse Voetbal Vereniging.